# 宗懷德 (周村教區)
宗怀德（1917年—1997年6月27日），自選自聖的天主教周村教区及济南教区主教，原中国天主教爱国会主席、中国天主教主教团团长、中国天主教神哲学院院长。

## 生平
1917年，宗怀德出生在山东省桓台县一个世代信奉天主教的家庭。1930年开始入周村教区小修道院，后升入济南耀汉神哲学院，1943年4月23日毕业时晋升神父。在济南洪家楼教书。1948年进入北平辅仁大学深造。
由于政局变化，周村教区美国籍主教杨光被自1947年滞留青岛。1949年7月，杨光被委任尚在读书的宗怀德为周村教区代理主教。
1951年杨光被在青岛被捕，1956年被驱逐出境。1958年年2月，淄博市天主教爱国会成立时，宗怀德当选为主任。同年4月29日，宗怀德当选为周村教区正权主教。6月1日，在济南洪家楼主教座堂，宗怀德接受皮漱石总主教的祝圣，同时接受祝圣的还有济南教区主教董文隆、益都教區主教贾福善和曹州教區主教李鸣远，为大陆自选自圣的第二批主教。1962年中国天主教爱国会副主席董文隆被捕，1963年宗怀德调任济南教区主教。1978年董文隆在莱芜农村突然病故。1980年5月，宗怀德当选为中国天主教爱国会主席，主教团副团长。1992年又当选为中国天主教主教团主席。并担任中国天主教神哲学院院长。
宗怀德祝圣过多名自选自圣主教。他在去世前向教宗写信忏悔，得到教宗不公开的宽赦，并承认了他的合法主教身份。1997年6月27日在北京去世。傅鐵山接任中国天主教爱国会主席。